# Hans Liesche
Hans Liesche (Alemania, 11 de octubre de 1891-30 de marzo de 1979) fue un atleta alemán, especialista en la prueba de salto de altura en la que llegó a ser subcampeón olímpico en 1912.

## Carrera deportiva
En los JJ. OO. de Estocolmo 1912 ganó la medalla de plata en el salto de altura, saltando por encima de 1.91 metros, siendo superado por el estadounidense Alma Richards (oro con 1.93 metros) y por delante de otro estadounidense George Horine (bronce con 1.89 metros).